# Архів Республіки Сербської
Архів Республіки Сербської (серб. Архив Републике Српске / Arhiv Republike Srpske) — адміністративно-господарський підрозділ Міністерства освіти і культури при Уряді Республіки Сербської, який здійснює функції архіву. Заснований у 1993 році зі штаб-квартирою у місті Баня-Лука, має кілька регіональних філій в інших містах.

## Діяльність
Мета організації полягає в професійному архівуванні, виконанні культурних, адміністративних, дослідницьких робіт, надання відповідних послуг населенню. Діяльність архіву регулюється «Законом про архівну діяльность», прийнятим Народною скупщиною, інструкціями та нормативними положеннями Міністерства освіти і культури при Уряді Республіки Сербської. Згідно з законом, мета архіву полягає в зборі, сортуванні, обробці, вивченні, збереженні та захисті суспільної документації та архівних матеріалів, а також у наданні доступу до них. У своїй роботі архів одночасно задовольняє потреби владних структур та окремих громадян республіки. В основному документація та архівні матеріали надходять сюди з законодавчої, виконавчої та судової гілок влади, державних установ, комерційних компаній, громадських об'єднань та інших узаконених структур, чия активність визнана важливою для Республіки Сербської в соціальному, культурному, науковому або інших відносинах.
Архів здійснює дослідницьку діяльність, займається публікацією книг і наукових робіт, в основному присвячених архівознавству, історії та юриспруденції. Публікації зазвичай проходять за участю Асоціації архіваріусів Республіки Сербської, яка регулярно проводить навчальні семінари для всіх зареєстрованих співробітників. Архів підтримує зв'язки з аналогічними організаціями в інших країнах, так, підписано угоди про співпрацю з Архівом Сербії, Архівом Югославії, Хорватським державним архівом, Державним архівом Північної Македонії, Будапештським міським архівом, Міжнародним інститутом архівознавства в Трієсті та Мариборі, декількома регіональними архівами Сербії. Співпраця головним чином полягає в обміні архівними матеріалами при проведенні різноманітних виставок. Наприклад, під час сторіччя з дня початку Першої світової війни в 2014 році архів підготував виставку під назвою «Млада Босна і Сараєвське вбивство», яка пройшла в Белграді та деяких інших містах Сербії, а також в столиці Македонії Скоп'є. Архів є головним інститутом захисту культурної спадщини Республіки Сербської, нарівні з Музеєм сучасного мистецтва та Народною й університетською бібліотекою.

## Організаційна структура
Архів Республіки Сербської входить в структуру Міністерства освіти і культури при Уряді Республіки Сербської. Штаб-квартира розташована у місті Баня-Лука, крім того, є регіональні відділення у Добої, Зворнику, Фочі, Соколаці і Требинє. Організаційна структура закладу включає два сектори, кожен з яких має в підпорядкуванні по два відділи. Архів очолює директор, кожним із секторів керують також заступники директора.
Площа всіх архівів в цілому становить 2774 кв. метра, з них 1550 віддані під складські приміщення для зберігання архівних матеріалів. Головна будівля в Баня-Луці, де розташована штаб-квартира, відома під назвами Царска куча або Імперський будинок. Вона була зведено під час панування Австро-Угорщини в Боснії і Герцеговині 1878 року для задоволення потреб імперської армії. Має прямокутну форму зі сторонами 58,2 × 13,8 метрів, включає два поверхи, але без підвалини. В будівлі двічі проводився капітальний ремонт, у 2003 та 2006 роках, було закуплено обладнання для реставрації і консервації архівних документів. Регіональні відділення значно поступаються головному за площею і кількістю документів що зберігаються. Станом на 2013 рік в організації працювало 32 співробітника, в тому числі 18 з вищою освітою, з них 22 припадають на Баня-Луку.